# Maurice Roëves
John Maurice Roëves, född 19 mars 1937 i Sunderland, Tyne and Wear, död 15 juli 2020 i Edinburgh, Skottland, var en brittisk skådespelare.

## Roller i urval
- 1966 – En handfull pund för Donegal
- 1969 – Oh, vilket makalöst krig
- 1971 – Åtta glas
- 1976 – Örnen har landat
- 1981 – Den sista matchen
- 1982 – Det tredje riket (TV-film)
- 1982 – Specialstyrka S-A-S
- 1990 – Dolda fakta
- 1992 – Den siste mohikanen
- 1995 – En smutsig historia
- 1995 – Judge Dredd
- 2003 – Ett fall för Frost (TV-serie)
- 2004 – William and Mary (TV-serie)
- 2007 – Hallam Foe
- 2009 – The Damned United
- 2015 – Macbeth